# Suzana Amaral
Suzana Amaral Rezende (San Paolo del Brasile, 28 marzo 1932 – San Paolo del Brasile, 25 giugno 2020) è stata una regista e sceneggiatrice brasiliana.

## Biografia
Grande estimatrice dei registi di Bollywood, Suzana Amaral iniziò la sua carriera a 37 anni, dopo aver conseguito la laurea. Seguì un corso di regia alla New York University.
Girò più di cinquanta cortometraggi per il programma Câmera Aberta di TV Cultura. Nel 1979 venne premiata al Festival di Brasilia con il cortometraggio Minha Vida, Nossa Luta, opera ispirata alla lotta per la creazione di asili nido alla periferia di San Paolo.
Divenne nota nel 1985 per aver diretto il film A hora da estrela, basato sull'omonimo racconto di Clarice Lispector. La pellicola valse all'attrice protagonista Marcélia Cartaxo l'Orso d'Argento alla Berlinale. Altri suoi film importanti furono Uma Vida em Segredo, nel 2001, basato sull'opera omonima di Autran Dourado, e Hotel Atlântico (2009), un adattamento del romanzo omonimo di João Gilberto Noll.
Suzana Amaral è morta a 88 anni nel giugno del 2020. 

## Vita privata
Ebbe nove figli, tutti nati prima del suo debutto da regista, e divenne per la prima volta nonna non ancora quarantenne. Era buddhista.